# Project Pitchfork
I Project Pitchfork sono un gruppo musicale tedesco fondato dal frontman, cantante e compositore Peter Spilles e dal tastierista Dirk Scheuber. La loro musica si può definire industrial/dark-electro, con un mix di beats ballabili, melodie accattivanti e testi profondi e impegnati.
Sono attivi dai primi anni '90 del XX secolo e riscontrano successo presso fans in tutto il mondo. Considerati i "maestri della musica elettro-gotica", dal 1994 ogni album che hanno pubblicato è entrato nelle classifiche ufficiali tedesche. Inoltre, il gruppo è stato nominato due volte per un premio Echo. I Project Pitchfork sono famosi anche per l'energia e l'intensità che esprimono sul palcoscenico: i loro concerti hanno la fama di essere leggendari.

## Storia dei Project Pitchfork

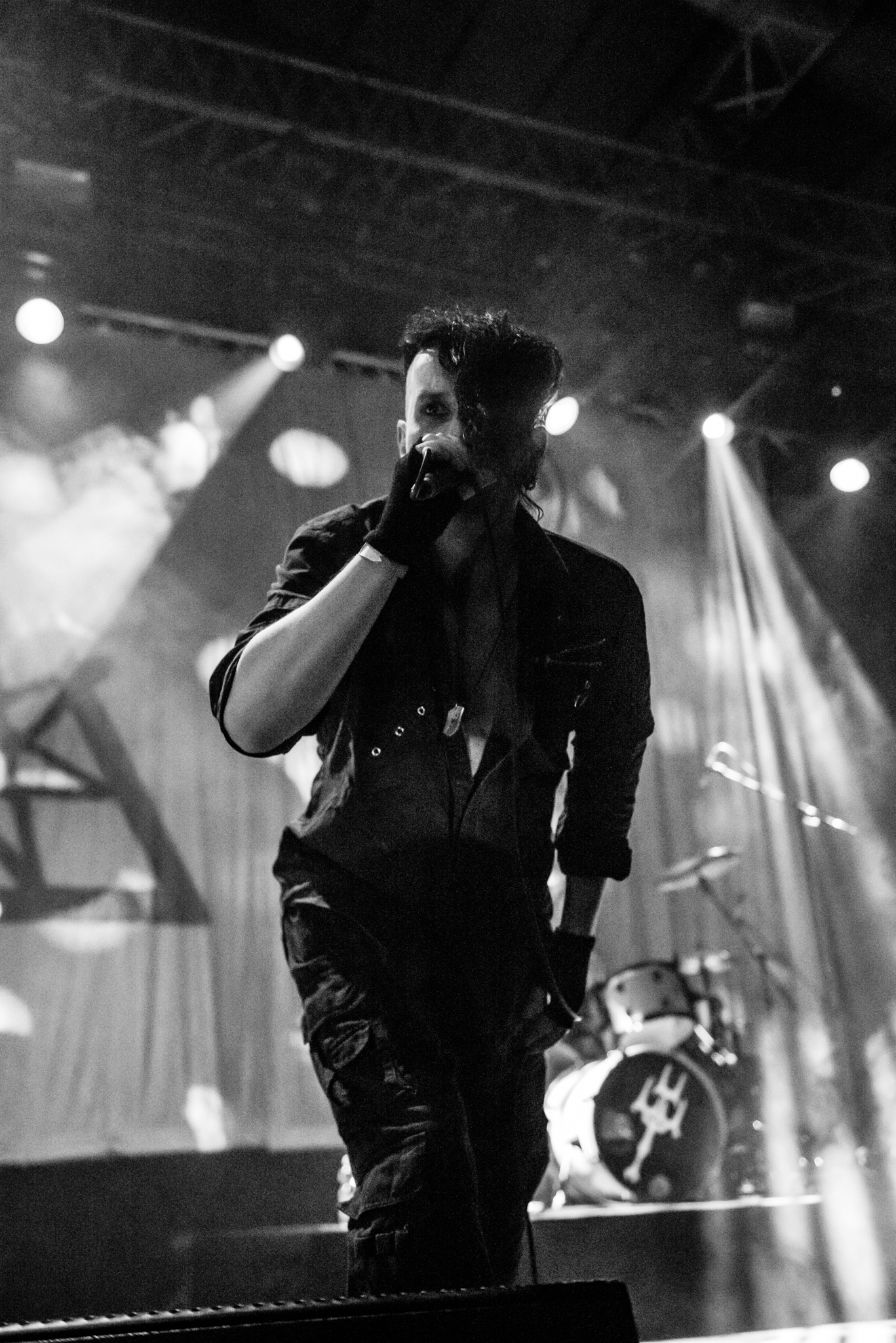
Peter Spilles, la voce dei Project Pitchfork

La carriera del gruppo è iniziata nel 1991, quando Peter Spilles e Dirk Scheuber hanno pubblicato il loro primo album Dhyani con la casa discografica tedesca Hypnobeat. L'opera ha riscosso subito grande successo, tanto che i Project Pitchfork sono stati considerati uno dei gruppi esordienti più promettenti nell'ambito della dark wave elettronica dell'inizio degli anni '90. Sempre con Hypnobeat, i Project Pitchfork hanno cinso altri due album e un EP riscuotendo un successo ancora maggiore del lavoro d'esordio e consolidando la fama del gruppo nella scena gotica tedesca e internazionale.
In seguito ad alcune controversie, nel 1993 la band ha lasciato Hypnobeat e firmato un contratto con la neonata casa discografica Off Beat, per la quale nello stesso anno ha pubblicato il singolo Carrion. Nel 1994 è uscito l'album IO. Nello stesso anno Peter Spilles e Dirk Scheuber hanno fondato la propria casa discografica Candyland Entertainment con la quale nel 1995 è stato l'album Alpha Omega. Nel 1997, sempre con Candyland Entertainment, è uscito l'album !CHAKRA:Red!.

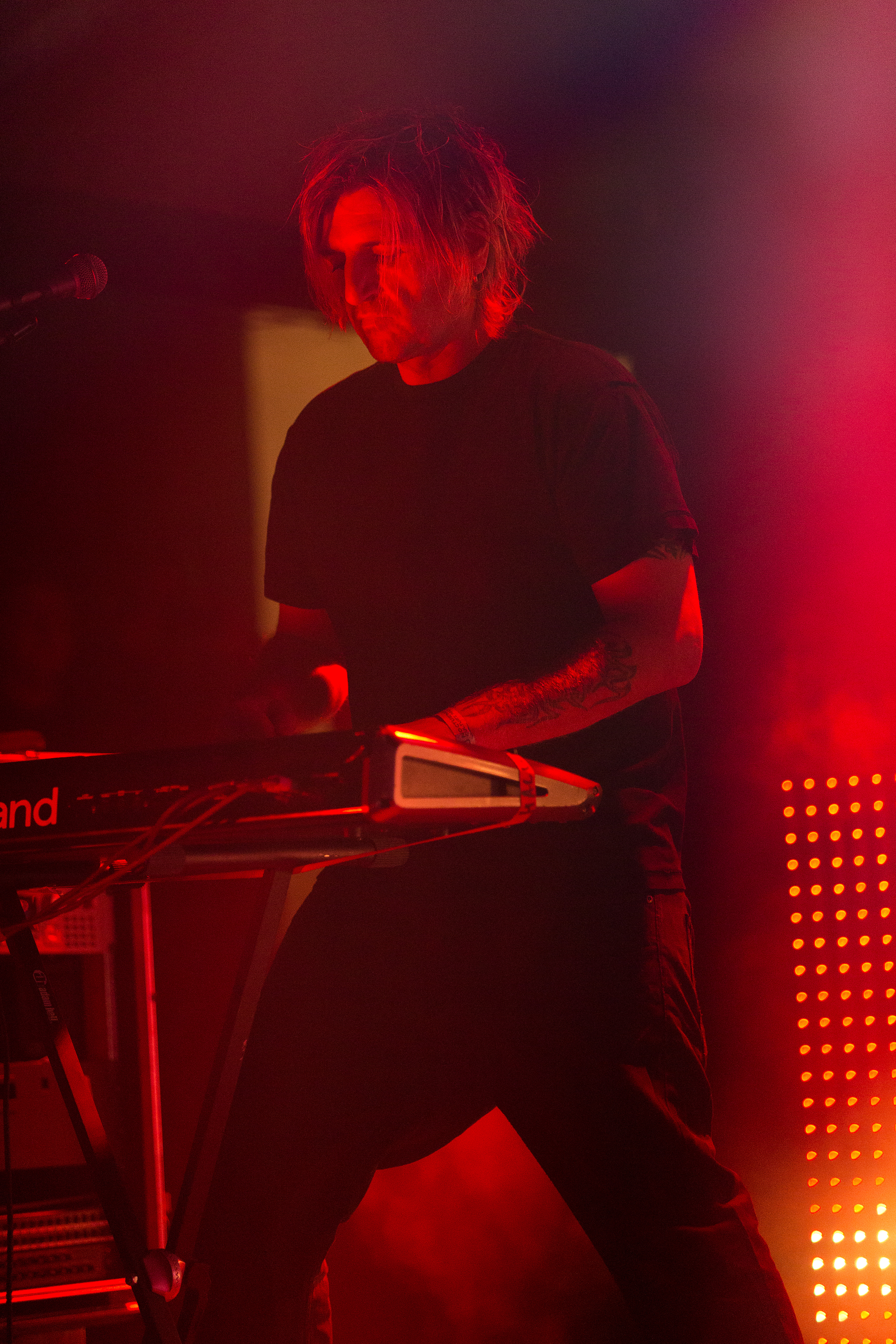
Il tastierista Dirk Scheuber

Nel corso degli anni il gruppo è riuscito a raggiungere un'audience sempre più vasta e ad attirare sempre più fans, tanto da raccogliere l'interesse di diverse case discografiche maggiori (cosiddette major). Nel 1998, i Project Pitchfork hanno deciso di firmare con Warner (East West) un contratto con scadenza nel 2004. È nell'arco di questo periodo che la band è stata nominata due volte per il premio Echo: nel 1998 nella categoria 'Miglior video nazionale', e nel 2002 nella categoria 'Miglior gruppo alternativo nazionale'.
Con Warner (East West), i Project Pitchfork hanno pubblicato gli album Eon:Eon (1998), Daimonion (2001), la trilogia NUN (2002), che comprende l'album Inferno e i due EP View From A Throne e Trialog, i doppi CD Collector - Lost And Found e Collector - Fireworks And Colorchange (entrambi contengono rarità, pezzi inediti e remix vari), e due DVD, tra cui il doppio DVD „Live 2003“ che contiene più di cinque ore di performance live (con commenti della band -soltanto in tedesco-), interviste, videoclips, e curiosità varie.
Nel 2002 il regista francese Jérôme de Missolz è rimasto così colpito dalla musica, dalle performance e dalla filosofia dei Project Pitchfork, che li ha voluti a tutti i costi nel suo film-tv Zone Reptile. Oltre alla scena di un concerto girata apposta per il film, in cui Peter Spilles interagisce con il giovane protagonista, la musica dei Project Pitchfork è presente durante l'intero film, e i testi delle loro canzoni vengono impiegati per descrivere i sentimenti e il mondo interiore del protagonista, divenendo così parte integrante della narrazione.
Nel 2005 i Project Pitchfork hanno pubblicato il loro decimo album Kaskade, questa volta di nuovo con la propria casa discografica Candyland Entertainment. Nel 2006 sono uscite le composizioni Wonderland e One Million Faces, in un primo momento disponibili solo sotto forma di download. A grande richiesta dei fans, sono state poi pubblicate sotto forma di regolare CD un anno dopo.
Nel 2007 Peter Spilles ha fondato il progetto musicale parallelo IMATEM. Sempre in quell'anno ha dato vita al gruppo musicale Santa Hates You coinvolgendo la cantante italiana Jinxy. Nel 2009 i Project Pitchfork hanno deciso nuovamente di avvalersi della collaborazione di altre case discografiche e hanno poi optato per Trisol Music Group. Il 23 gennaio 2009 è uscito il singolo Feel!; la pubblicazione dell'album Dream, Tiresias! è seguita nel febbraio dello stesso anno. Nel 2010, sempre per l'etichetta Trisol, è stato pubblicato l'album Continuum Ride, che ha raggiunto, come nuova entrata, il 21º posto delle classifiche tedesche ufficiali.
A marzo del 2011 è uscito il doppio CD First Anthology, una raccolta di brani che costituisce una retrospettiva musicale dei vent'anni di carriera del gruppo, con 24 canzoni rimasterizzate, 6 "restaurate" e un brano inedito. Sul proprio sito ufficiale il gruppo ha annunciato l'uscita di un album dal titolo Quantum Mechanics per l'estate del 2011. Nel 2013 è uscito l'album Black, preceduto dal videoclip del singolo Rain. Nel 2014 è stata la volta del cd Blood. Nel 2018 è stato pubblicato l'album Akkretion, primo anello di una trilogia; il secondo, Fragment, è uscito l'anno successivo.

## Curiosità
- Durante il tour del 1995, i Project Pitchfork hanno scelto come gruppo di supporto la band Rammstein, a quell'epoca ancora sconosciuta.

## Formazione

### Formazione attuale
- Peter Spilles - compositore, autore, sintetizzatori e voce
- Dirk Scheuber - sintetizzatori
- Jürgen Jansen - sintetizzatori

### Turnisti
- Achim Färber - batteria
- Carsten Klatte - chitarra

## Discografia

### Album in studio
- 1991 - Dhyani
- 1992 - Entities
- 1992 - Lam-'bras
- 1994 - IO
- 1995 - Alpha Omega
- 1997 - !CHAKRA:Red!
- 1998 - Eon:Eon
- 2001 - Daimonion
- 2002 - Inferno
- 2005 - Kaskade
- 2009 - Dream, Tiresias!
- 2010 - Continuum Ride
- 2011 - Quantum Mechanics
- 2013 - Black
- 2014 - Blood
- 2016 - Look Up, I'm Down There
- 2018 - Akkretion
- 2019 - Fragment

### Ep
- 1993 - Souls/Island
- 1995 - Corps d'Amour
- 1995 - Ch'i
- 2002 - View From A Throne
- 2002 - Trialog
- 2007 - Wonderland/One Million Faces

### Singoli
- 1991 - Psychic Torture
- 1993 - Carrion
- 1994 - Renascence
- 1996 - En Garde!
- 1998 - Steelrose
- 1998 - Carnival
- 1999 - I Live Your Dream
- 2001 - Existence 1
- 2001 - Existence 2
- 2001 - Timekiller
- 2006 - Wonderland
- 2006 - One Million Faces
- 2006 - Ich will leben
- 2008 - Earth Song
- 2009 - Feel!

### Album dal vivo
- 1997 - Live 97
- 2003 - Live 2003 / 2001

### Raccolte
- 1996 - The Early Years (89-93)
- 2001 - Collector - Lost And Found
- 2003 - NUN Trilogie
- 2003 - Collector - Fireworks And Colorchange
- 2003 - 2 Originals Of Project Pitchfork
- 2011 - First Anthology
- 2016 - Second Anthology

## Videografia

### DVD
- 1992 - Va I Luce
- 1993 - Entities Tour
- 1994 - Glowing Like IO
- 1996 - Alpha Omega Live
- 1999 - Live '99
- 2002 - Collector - Adapted For The Screen
- 2004 - Live 2003